# Noah Clowney
Pour les articles homonymes, voir Noah.
Noah Clowney, né le  14 juillet 2004 à Spartanburg en Caroline du Sud, est un joueur américain de basket-ball évoluant aux postes d'ailier fort et de pivot.

## Biographie

### Carrière universitaire
Entre 2022 et 2023, il joue pour le Crimson Tide de l'Alabama à l'université de l'Alabama.

### Carrière professionnelle

#### Nets de Brooklyn (depuis 2023)
Il est sélectionné en 21e position par les Nets de Brooklyn lors de la draft 2023.

## Palmarès

### Universitaire
- SEC All-Freshman Team en 2023

## Statistiques

### Universitaires
| Saison    | Équipe   | Matchs | Titul. | Min./m | % Tir | % 3pts | % LF | Rbds/m. | Pass/m. | Int/m. | Ctr/m. | Pts/m. |
| --------- | -------- | ------ | ------ | ------ | ----- | ------ | ---- | ------- | ------- | ------ | ------ | ------ |
| 2022-2023 | Alabama  | 36     | 36     | 25,4   | 48,6  | 28,3   | 64,9 | 7,92    | 0,83    | 0,58   | 0,94   | 9,78   |
| Carrière  | Carrière | 36     | 36     | 25,4   | 48,6  | 28,3   | 64,9 | 7,92    | 0,83    | 0,58   | 0,94   | 9,78   |